# Hebanthe grandiflora
Hebanthe grandiflora (Hook.) Borsch & Pedersen – gatunek rośliny z rodziny szarłatowatych (Amaranthaceae Juss.). Występuje naturalnie w Meksyku, na Karaibach, w Ameryce Centralnej, Kolumbii, Wenezueli, Ekwadorze, Peru, Boliwii oraz Brazylii (w stanach Mato Grosso do Sul, Mato Grosso i Espírito Santo). 

## Morfologia
PokrójZimozielony krzew dorastające do 2–8 m wysokości.
LiścieMają owalny kształt. Mierzą 4,5–8 cm długości oraz 2–5 cm szerokości. Blaszka liściowa jest o spiczastym wierzchołku. Ogonek liściowy jest nagi.
KwiatySą zebrane w złożone grona, rozwijają się na szczytach pędów, mierzą 10–30 cm długości. Listki okwiatu mają owalny lub podłużny kształt i osiągają do 2–3 mm długości.
OwoceNiełupki prawie kuliste.

## Biologia i ekologia
Rośnie w wilgotnych wiecznie zielonych lasach, na terenach nizinnych. Kwitnie w marcu.